# Carrer de Sant Ermengol
El carrer de Sant Ermengol és un carrer de la ciutat de la Seu d'Urgell, dedicat al bisbe Sant Ermengol.
El carrer neix al carrer de Sant Ot i/o plaça de Catalunya, a la fi del nucli antic, i finalitza a l'Horta del Valira, on s'inicia el camí de Castellciutat que pocs metres més enllà creua el riu per pujar el turó. El carrer fou ideat per l'arquitecte Joan Bergós que dissenyà el nou eixample de la ciutat el 1927 poc després de l'enderroc de les muralles que originaren nous ravals sense ordenar. El carrer, que seguia l'antic camí a Castellciutat, es convertí en un dels eixos horitzontals de la ciutat i que creua els principals eixos verticals com el carrer de Sant Ot, el del Comtat d'Urgell, l'avinguda del Salòria, el passeig del Parc i el carrer de circumval·lació.